# MePZ Jacobus Gallus
Zbor Jacobus Gallus je večglasni mešani pevski zbor iz Trsta, ki ga vodi Marko Sancin.

## Zgodovina
Zbor Jacobus Gallus deluje v okviru Glasbene matice "Marij Kogoj" v Trstu. Ustanovil ga je Stojan Kuret leta 1991 in ga vodil do leta 1993. Sestavljali so ga pevci, ki so istega leta sodelovali pri projektu Gallusovo zvočno bogastvo ob 400-letnici skladateljeve smrti. Zbor predstavlja in vrednoti predvsem slovensko glasbeno kulturno na Tržaškem: v tem sledi zgledu istoimenskega predhodnika MePZ Jacobus Gallus, ki ga je do leta 1974 vodil priznani skladatelj in zborovodja Ubald Vrabec. Zbor je od leta 1991 do 1993 vodil Stojan Kuret, od 1994 do 2004 Janko Ban, od leta 2004 do 2008 Matjaž Šček, od septembra 2008 pa zbor vodi Marko Sancin.

## Turneje
Od leta 1991 dalje je zbor opravil številne turneje v Italiji, Sloveniji, Avstriji, Nemčiji, Španiji in na Madžarskem. Poleg tega pa je zbor veliko pel v Italiji: v Furlaniji - Julijski krajini, v Venetu, Lombardiji, Kampaniji, Piemontu in Siciliji (glasbena izmenjava z zborom MusicAntiqua iz Sirakuze). Redno pa se udeležuje mednarodnih festivalov in tekmovanj.

## Diskografija
Zbor je doslej izdal tri zgoščenke in sicer Naša pesem z žlahtnimi odsevi, s posnetki zbora na tekmovanju Naša pesem (2002), Božično pričakovanje, božične pesmi tržaških skladateljev (2004) ter O polnoči, z božičnimi skladbami skladatelja Ivana Ščeka (2007).